# 回林乡
回林乡，是中华人民共和国四川省巴中市通江县曾经下辖的一个乡。2020年5月，撤销回林乡，将其所属行政区域划归火炬镇管辖。

## 行政区划
回林乡撤销前下辖以下地区：
五马村、二郎庙村、灵山村、三台村、双山村和松尖村。